# Northern Ireland Railways

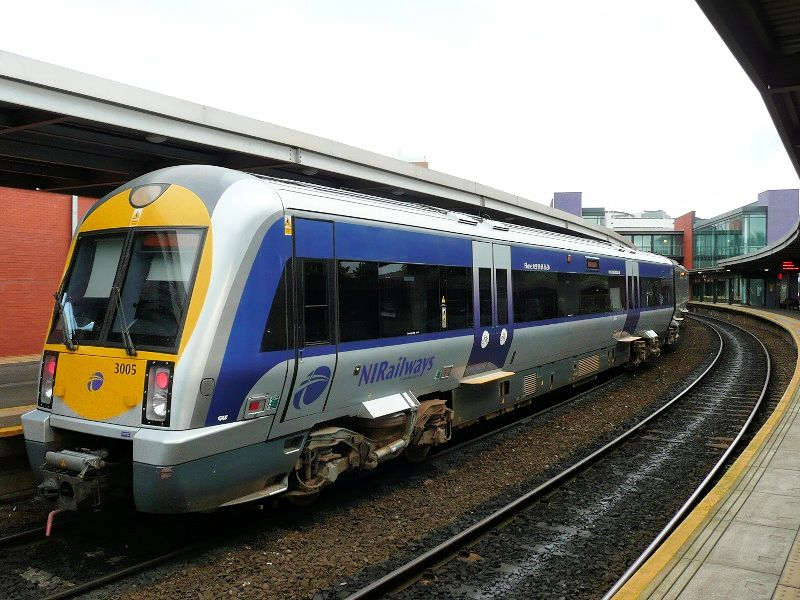
NI Railways, Dieseltriebwagen der NIR-3000-Klasse

Die Northern Ireland Railways (NIR) sind ein staatliches Eisenbahn-Unternehmen mit Sitz in Belfast, das in Nordirland unter dem Dach der öffentlichen Gesellschaft Translink Bahnverbindungen in bzw. zwischen Derry, Belfast, Bangor und nach Dublin (in der Republik Irland) anbietet.
Das Unternehmen ist 1968 aus der Ulster Transport Authority entstanden. Es besitzt ein Gleisnetz von ca. 350 Kilometer Länge und beförderte im Geschäftsjahr 2000/2001 5,9 Millionen Fahrgäste. Die Northern Ireland Railways beschäftigen 700 Mitarbeiter. Da das Bahnnetz in Irland nur dünn ausgebaut ist, ist der Busverkehr weitaus verbreiteter. In Nordirland wird dieser ebenfalls von Translink unter den Namen Ulsterbus und Goldline (für Intercity- und grenzüberschreitende Verbindungen) betrieben.
NIR verfügt fast ausschließlich über Dieseltriebwagen. Die Fahrzeuge der Class 3000 und Class 4000 stammen vom spanischen Unternehmen Construcciones y Auxiliar de Ferrocarriles (CAF) aus Bilbao. Lediglich für den betrieblichen Einsatz existieren drei Diesellokomotiven. Das Streckennetz ist nicht elektrifiziert. Gemeinsam mit der Bahngesellschaft der Republik Irland Iarnród Éireann betreibt NIR unter der Marke Enterprise eine direkte Zugverbindung zwischen Dublin und Belfast. Auch hier konkurrieren die Bahngesellschaften aber mit einer Reihe von billigeren und meist auch schnelleren Busverbindungen.

## Fahrzeuge
| Vorhandene Fahrzeuge | Vorhandene Fahrzeuge | Vorhandene Fahrzeuge   | Vorhandene Fahrzeuge | Vorhandene Fahrzeuge | Vorhandene Fahrzeuge | Vorhandene Fahrzeuge |
| Baureihe             | Bild                 | Typ                    | V/max                | Anzahl               | Baujahr              |                      |
| -------------------- | -------------------- | ---------------------- | -------------------- | -------------------- | -------------------- | -------------------- |
| Class 3000           |                      | Triebwagen (Diesel)    | 145 km/h             | 23                   | 2003–2005            |                      |
| Class 4000           |                      | Triebwagen (Diesel)    | 145 km/h             | 20                   | 2010–2012            |                      |
| NIR Klasse 111       |                      | Diesellokomotive       | 145 km/h             | 3                    | 1980–1984            |                      |
| NIR MPV              |                      | Bautriebwagen (Diesel) | 100 km/h             | 1                    | 2016                 |                      |